# Doris Popple
Doris Popple, née le 13 juillet 1923 et morte le 5 janvier 1987 est une joueuse  de tennis américaine des années 1950.
Elle a notamment été finaliste en simple dames dans les tournois du Canada (1950) et de Cincinnati (1952). 

## Palmarès (partiel)

### Finales en simple dames
| No | Date | Nom et lieu du tournoi            | Catégorie | Surface    | Vainqueure    | Score         |  |
| -- | ---- | --------------------------------- | --------- | ---------- | ------------- | ------------- |  |
| 1  | 1950 | Canadian Championships, Québec    |           | NC         | Barbara Knapp | 8-6, 6-8, 7-5 |  |
| 2  | 1952 | Cincinnati tournament, Cincinnati |           | Dur (ext.) | Anita Kanter  | 6-0, 6-1      |  |

### Titres en double dames
| No | Date | Nom et lieu du tournoi                    | Catégorie | Surface    | Partenaire       | Finalistes               | Score    |  |
| -- | ---- | ----------------------------------------- | --------- | ---------- | ---------------- | ------------------------ | -------- |  |
| 1  | 1951 | Canadian Championships Toronto            |           | NC         | Lucille Davidson | M. Hernando Joan Johnson | 7-5, 6-3 |  |
| 2  | 1953 | US Hardcourt Championships Salt Lake City |           | Dur (ext.) | Barbara Lum      | NC                       | NC       |  |

### Finale en double dames
| No | Date | Nom et lieu du tournoi         | Catégorie | Surface | Vainqueures              | Partenaire       | Score    |  |
| -- | ---- | ------------------------------ | --------- | ------- | ------------------------ | ---------------- | -------- |  |
| 1  | 1952 | Canadian Championships Toronto |           | NC      | Doris Ell Melita Ramírez | Lucille Davidson | 6-4, 6-3 |  |

## Parcours en Grand Chelem (partiel)

### En double dames
| Année | Championnat d'Australie | Championnat d'Australie | Internationaux de France | Internationaux de France | Wimbledon                 | Wimbledon                 | US National                | US National               |
| 1955  | -                       | -                       | -                        | -                        | 1er tour (1/32) A. Burton | A. Mortimer Anne Shilcock | -                          | -                         |
| 1964  | -                       | -                       | -                        | -                        | -                         | -                         | 2e tour (1/16) L. Davidson | Patsy Rippy Miss Verson   |
| 1965  | -                       | -                       | -                        | -                        | -                         | -                         | 2e tour (1/8) L. Davidson  | P. Bartkowicz Patti Hogan |
| 1966  | -                       | -                       | -                        | -                        | -                         | -                         | 2e tour (1/16) L. Davidson | F. Dürr Gail Sherriff     |
| 1967  | -                       | -                       | -                        | -                        | -                         | -                         | 2e tour (1/16) L. Davidson | K. Harter Wendy Overton   |

Sous le résultat, la partenaire ; à droite, l’ultime équipe adverse.